# ناصر العويدان
ناصر العويدان، لاعب كرة قدم سعودي، يلعب في نادي الشرق.
لعب في نادي الشباب ونادي الشرق ونادي الأنوار ونادي الفاو.

## روابط خارجية
- ناصر العويدان على موقع Soccerway.com (الإنجليزية)